# Jaime Franck

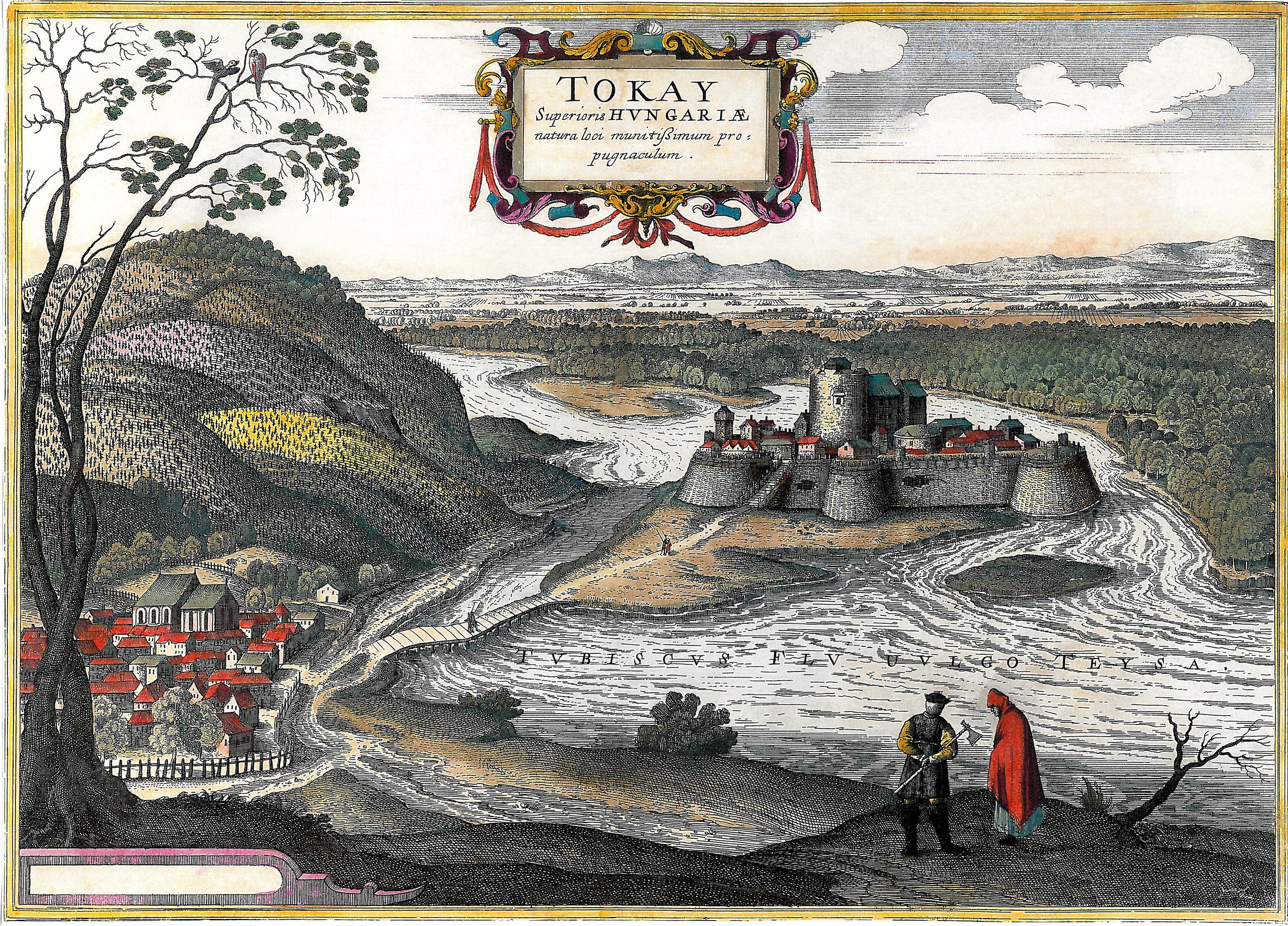
Fortificación de Tokaj en Hungría

Jakob Franck, Jaime Franck, Capitán Franck o Jaime Francisco Franck (Austria, Sacro Imperio Romano Germánico, 1650 - Veracruz, virreinato de Nueva España, 1702) fue un ingeniero militar austríaco al servicio del imperio Español.
Es conocido por dirigir la construcción de los fuertes de Veracruz y de San Juan de Ulua.

## Biografía

### Comienzos en Hungría, Flandes y Cataluña
Franck bien podría ser la traducción del nombre húngaro Ferenc. Ferenc se traduce en latín como Francisco y en húngaro significa libre. Al principio de su carrera, hacia 1675, Franck residió en Tokaji vár, en Tokay o Tokaj (Hungría). Posteriormente sirve en Flandes y de allí pasa, hacia 1680, a Cerdeña (Reino de Cerdeña bajo la monarquía hispánica). En 1682 Diego Ventura Fernández de Angulo, arzobispo de Cagliari, virrey interino de Cerdeña, lo destina a Barcelona para servir bajo las órdenes de Alejandro de Bournonville, virrey de Cataluña. Allí comienza su carrera en el tercio de infantería alemana de Cataluña con el grado de capitán.

### Ingeniero militar en Nueva España
El 7 de mayo de 1686 es nombrado ingeniero militar de Nueva España y capitán de caballería. Don Melchor Portocarrero Lasso de la Vega, tercer conde de Monclova, virrey de Nueva España entre octubre de 1686 y abril de 1689, influye en su designación.
En 1685 San Francisco de Campeche había sufrido uno de los más crueles ataques piratas, encabezado por el holandés Laurens de Graaf o Lorencillo, y por el pirata francés Agrammont. A raíz del ataque Campeche perdió gran parte de su población, que se trasladó a otras ciudades más seguras como Mérida, Veracruz y México. En 1686 se empiezan los primeros cimientos del nuevo sistema fortificado de Campeche, según los planos del alférez e ingeniero don Martín de la Torre. De la Torre murió en 1683, antes de que las obras de su proyecto fueran concluidas. Franck continuó las obras y propuso un nuevo diseño, sin embargo la marcha del conde de Monclova, y su sustitución por Gaspar de la Cerda y Mendoza, conde de Galve, dejó a Franck sin el necesario apoyo para ejecutar las obras. En 1690 Jaime Franck revisó la propuesta de don Martin de la Torre y presentó el proyecto modificado al gobernador de Yucatán, D. Juan José de la Bárcena.
En 1690 Franck también finalizó y envía a la corte, al conde de Monclova, el proyecto para fortificar la isla de San Juan de Ulúa. El proyecto inicial incluía dos propuestas; una con planta triangular y otra con planta en paralelogramo. Esta última fue la escogida por el virrey. Los trabajos de construcción comenzaron inmediatamente y continuaron bajo la enérgica dirección de Franck. Se trabajará de día y de noche para aprovechar las bajamares, terminando las obras principales en 18 meses. Franck también mejoró el diseño y la calidad de las cimentaciones, incrementando la densidad de los pilares de cimentación e incluyendo cañones viejos para mejorar la resistencia a la erosión provocada por los remolinos de agua. 
En 1692 colaboró en la elaboración del libro de Jose Chafrion sobre ingeniería militar Escuela de Palas – Curso Matemático dividido en XI Tratados, editado en 1693. Suya es la sección Construcción XXVII. Otros relevantes matemáticos de la época, tales como Diego de Villegas y José Zaragoza, también colaboraron en el libro. El 8 de junio de 1692 debido a una crisis de desabasto de maíz se originó un motín en la alhóndiga de la ciudad, que rápidamente se extendió a los edificios que rodeaban la plaza mayor. El palacio virreinal es atacado por un tumulto de indígenas que incendió el balcón de la virreina. Horas después, el edificio quedaba casi en completa ruina. El virrey hizo venir a Franck, en aquel momento dirigiendo las obras de San Juan de Ulúa, para que, en compañía de D. Diego Rodríguez y de Fray Diego de Valverde, reconociese la planta y los cimientos del palacio virreinal, a fin de decidir sobre la necesidad de reforzarlos ante la reconstrucción y ampliación del palacio. En su informe posterior Franck recomienda que la cárcel de la Corte no se construya en el lugar que ocupaba cuando se quemó. En septiembre del año 1693 Jaime Francisco Frank fue llamado a supervisar la obra de la reparación del palacio, en sustitución del maestro Diego Rodríguez, lo que hizo por corto tiempo con el maestro mayor D. Cristóbal de Medina Vargas, el aparejador Juan Montero y el arquitecto Juan de Zepeda. La dirección artística de la obra estaba a cargo de Fray Diego de Valverde. En 1694 informó junto con Fray Diego de Valverde que la caja de la escalera de la casa virreinal ya estaba terminada.
Al acabar la obra en San Juan de Ulúa, Franck se enzarzó en una larga polémica sobre las técnicas empleadas en el diseño de San Juan de Ulúa con el sobrestante de la obra y discípulo suyo D. Manuel Jose de Cárdenas. El capitán y ayudante de ingeniero, D. Juan de Ciscara, salió en defensa de las decisiones técnicas de Franck, al igual que lo hará el catedrático de matemáticas de la Universidad de México D. Carlos de Siguenza y Gongora. La polémica duró hasta bien entrado 1696. 
En 1697 el viajero italiano Gemelli Careri describió Ulúa y Veracruz. Al hablar del castillo de Ulúa hace referencia a su forma cuadrada y a la seguridad que proporciona a la ciudad con su dotación de 85 cañones y cuatro morteros.
El 17 de noviembre de 1698 el capitán Jordán de Reina llegó a la Bahía de Pensacola y cuatro días más tarde, el 21 de noviembre de 1698, llegó Andrés de Arriola con 300 hombres, allí fundaron el presidio Santa Maria de Galve (1698-1719). Inmediatamente Jaime Franck empezó el diseño y la construcción del Fuerte. Franck lo bautiza como fuerte de San Carlos de Austria, en honor al Archiduque Carlos, futuro Carlos VI. El Fuerte está situado en la Barranca de Santo Tomé, donde actualmente se sitúa la base aeronaval.
En 1702 fue nombrado Ingeniero Mayor del Rey. Murió, degollándose, el 26 de mayo de 1702. Se dice que padecía melarchía, o depresión. A su muerte fue sustituido por Don Juan de Ciscara.

## Proyectos y Obras
- 1690 Descripción de las fortificaciones de San Francisco de Campeche.
- San Juan de Ulúa
- Muelle de la ciudad de Veracruz.
- Proyecto de Ciudadela rectangular en La Caleta, Veracruz.
- 1693 Reconocimiento del desagüe de la Ciudad de México.
- 1693 Plano y Planta del nuevo palacio de los virreyes.
- 1690 Diseño de la Fortificación de Florida. Pensacola
- Revisión del diseño del desagüe de la Ciudad de México (Canal de Huehuetoca).